# Søfting

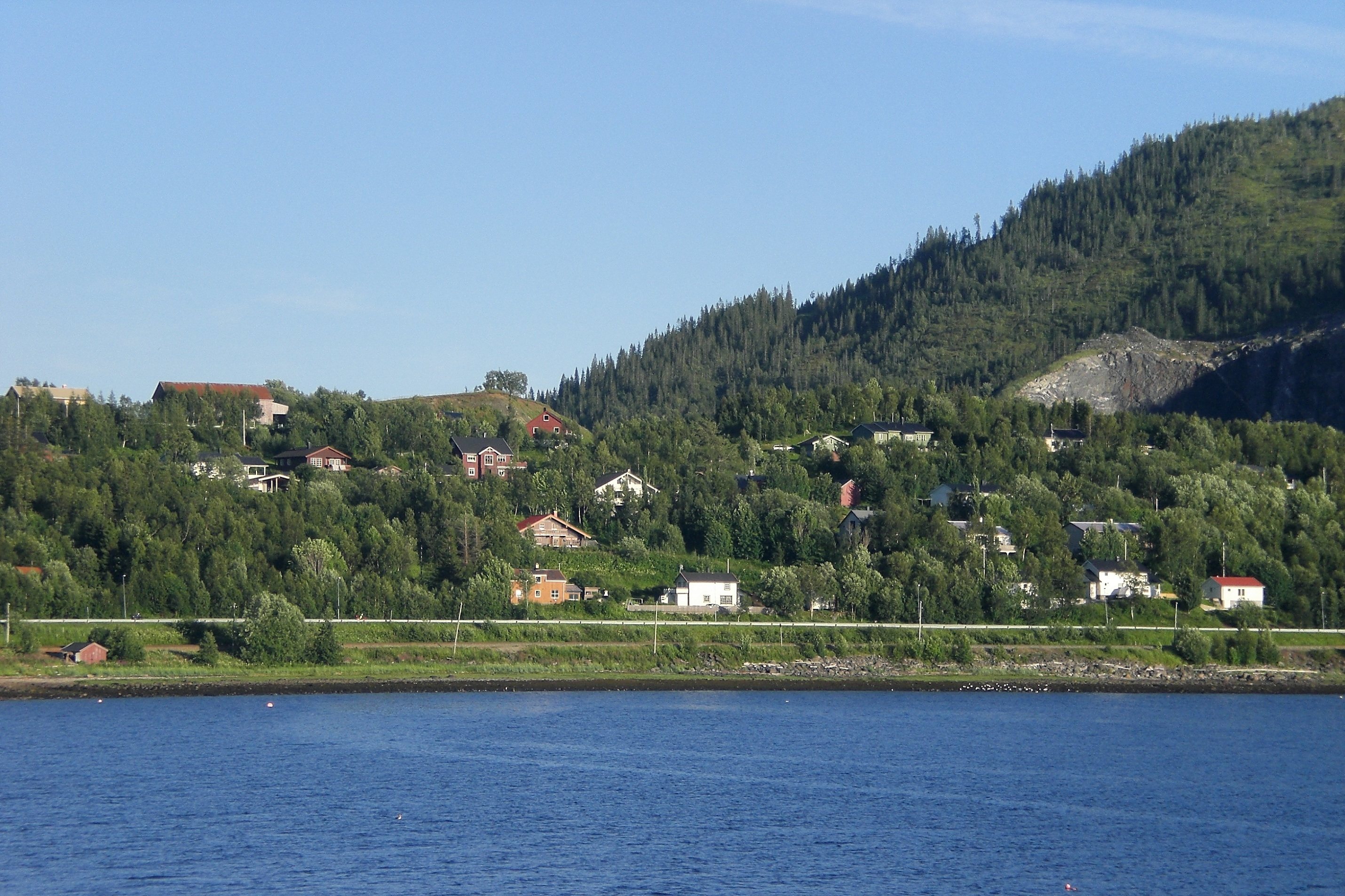
Teil der Siedlung auf Skaland

Die zusammengehörenden Siedlungen Søfting, Skaland und Veset bilden ein größeres Dorf in Wefsen, Nordland, Norwegen. Das Dorf befindet sich etwa fünf Kilometer nördlich der Stadt Mosjøen, in einer Bucht und in unmittelbarer Nähe des Vefsnfjordes. Zwischen Skaland und Veset fließt der Fluss Fusta.
Südlich tangieren die Provinzstraße Nr. 78 und die Bahnlinie Nordlandsbahn den Ort.
Søfting und Skaland gehören zu den ältesten Höfen Wefsens und sind durch schriftliche Quellen seit dem 14. Jahrhundert belegt. Im Dorf sind mehrere Altertümer gefunden worden, unter anderem aus der Zeit der Völkerwanderung und aus der Steinzeit.